# Giải bóng đá Hạng Nhì Quốc gia 2004
Giải bóng đá Hạng Nhì Quốc gia 2004, tên gọi chính thức là Giải bóng đá Hạng Nhì Quốc gia Cúp Động Lực 2004 vì lý do tài trợ, là mùa giải thứ 8 của giải thi đấu bóng đá cấp câu lạc bộ cao thứ 3 trong hệ thống các giải bóng đá Việt Nam (sau Giải Vô địch Quốc gia chuyên nghiệp và Giải bóng đá hạng Nhất Quốc gia). Giải khởi tranh vào ngày 27 tháng 6 và kết thúc vào ngày 31 tháng 8 năm 2004 với 16 đội tham dự.

## Các đội bóng
| Câu lạc bộ                  | Sân vận động | Sức chứa | Huấn luyện viên                 |
| --------------------------- | ------------ | -------- | ------------------------------- |
| Bến Tre                     |              |          |                                 |
| Bình Thuận                  |              |          |                                 |
| Đắk Lắk                     |              |          |                                 |
| Hà Tĩnh                     |              |          | Vũ Trường Giang                 |
| Khánh Hoà                   |              |          | Đặng Quốc Hùng                  |
| Kon Tum                     |              |          |                                 |
| Lâm Đồng                    |              |          |                                 |
| Ngói Đồng Tâm Long An       |              |          |                                 |
| Quảng Ninh                  |              |          |                                 |
| Quân khu 3                  |              |          |                                 |
| Quân khu 4                  |              |          |                                 |
| Strata Đồng Nai             |              |          | Djordje Jovanovic/ Trần Bình Sự |
| Tây Ninh                    |              |          |                                 |
| Thanh niên Ngân hàng Đông Á |              |          |                                 |
| Trà Vinh                    |              |          |                                 |
| Vĩnh Long                   |              |          |                                 |

### Thay đổi đội bóng
| Thăng hạng từ giải Hạng Ba 2003 - Tây Ninh - Vĩnh Long Xuống hạng từ giải Hạng Nhất 2003 - Lâm Đồng - Đắk Lắk | Thăng hạng đến giải Hạng Nhất 2004 - Khách sạn Khải Hoàn - Quảng Nam Xuống hạng đến giải Hạng Ba 2004 - Thanh niên Hà Nội - Vạn Chinh |

## Vòng loại
16 đội bóng được chia làm 2 bảng theo khu vực, thi đấu vòng tròn hai lượt đi và về từ 27 tháng 6 đến 15 tháng 8 năm 2004. Hai đội đứng đầu mỗi bảng giành quyền vào vòng chung kết.
| Câu lạc bộ |
| ---------- |
| Quân khu 3 |
| Quảng Ninh |
| Hà Tĩnh    |
| Quân khu 4 |
| Kon Tum    |
| Đắk Lắk    |
| Lâm Đồng   |
| Khánh Hoà  |

| Câu lạc bộ                  |
| --------------------------- |
| Bình Thuận                  |
| Strata Đồng Nai             |
| Thanh niên Ngân hàng Đông Á |
| Tây Ninh                    |
| Bến Tre                     |
| Ngói Đồng Tâm Long An       |
| Trà Vinh                    |
| Vĩnh Long                   |

## Vòng chung kết
Các đội nhất và nhỉ của hai bảng thi đấu vòng tròn một lượt tính điểm tại địa điểm trung gian từ 21 đến 31 tháng 8. Đội vô địch và á quân sẽ được thưởng lần lượt 30 triệu đồng, 20 triệu đồng và cùng được thăng hạng nhất năm 2005.
| Số thứ tự | Ngày      | Giờ   | Sân vận động   | Đội 1           | Tỷ số | Đội 2           |
| --------- | --------- | ----- | -------------- | --------------- | ----- | --------------- |
| 1         | 25/8/2004 | 15h30 | Sân Quy Nhơn   | Khánh Hòa       |       | Bình Thuận      |
| 2         | 26/8/2004 | 15h30 | Sân Quy Nhơn   | Strata Đồng Nai |       | Hà Tĩnh         |
| 3         | 28/8/2004 | 15h30 | Sân Quy Nhơn   | Khánh Hòa       | 1-0   | Hà Tĩnh         |
| 4         | 29/8/2004 | 15h30 | Sân Quy Nhơn   | Strata Đồng Nai | 1-0   | Bình Thuận      |
| 5         | 31/8/2004 | 15h30 | Sân Quy Nhơn   | Khánh Hòa       | 1-0   | Strata Đồng Nai |
| 6         | 31/8/2004 | 15h30 | Sân Quảng Ngãi | Hà Tĩnh         | 1-2   | Bình Thuận      |

| VT | Câu lạc bộ      | Tr | T | H | B | Bt | Bb | Hs | Điểm |
| -- | --------------- | -- | - | - | - | -- | -- | -- | ---- |
| 1  | Khánh Hòa       | 3  | 2 | 1 | 0 |    |    |    | 7    |
| 2  | Strata Đồng Nai | 3  | 2 | 0 | 1 |    |    |    | 6    |
| 3  | Bình Thuận      | 3  | 1 | 1 | 1 |    |    |    | 4    |
| 4  | Hà Tĩnh         | 3  | 0 | 0 | 3 |    |    |    | 0    |